# Papuagrion rufipedum
Papuagrion rufipedum là một loài chuồn chuồn kim trong họ Coenagrionidae.
Papuagrion rufipedum được Lieftinck miêu tả khoa học năm 1937.